# Симонне, Валери
Валери Симонне́ (фр. Valérie Simonnet, род. 11 мая 1961, Колеа, Типаса) — французская профессиональная шоссейная велогонщица международного класса, пять раз занимавшая второе место в чемпионате Франции по шоссейному велоспорту (1985—1989).

## Биография
Валери Симонне добилась самого большого успеха в своей карьере в 1989 году, когда вместе с Сесиль Оден, Катрин Марсаль и Натали Канте завоевала бронзовую медаль в командной гонке на чемпионате мира по шоссейному велоспорту в Шамбери. Кроме того, Симонне заняла первое место в Туре де ла Дром в 1990 году и третье место в общем зачёте Тура Бретани годом ранее. Она несколько раз завоёвывала медали национального чемпионата, как в шоссейном, так и в трековом велоспорте. Она никогда не принимала участия в Олимпийских играх.

## Достижения

### Шоссе
1981
3-я на Чемпионате Франции — групповая гонка
1984
4-я на Женском Тур де Франс:
1985
- 1-й и 10-й этапы Женского Тур де Франс

2-я на Чемпионате Франции — групповая гонка
4-я на Чемпионате мира — групповая гонка
1986
2-я на Гран-при Франции
3-я на Чемпионате Франции — групповая гонка
4-я на Женском Тур де Франс
1987
7-й этап de la Bretonne
2-я на Чемпионате Франции — групповая гонка
1988
12-й этап Женского Тур де Франс
2-я на Чемпионате Франции — групповая гонка
3-я на Rund um den Born
1989
1-й этап Тур де л'Од феминин
2-я на Чемпионате Франции — групповая гонка
 чемпионата мира — командная гонка (вместе с Сесиль Оден, Натали Кант и Катрин Марсаль)
3-я на Туре Бретани
1990
1-й этап Тура де ла Дром

### Трек
1981
2-я на Чемпионат Франции — гонка преследования
1983
2-я на Чемпионат Франции — гонка преследования
1985
2-я на Чемпионат Франции — гонка преследования

### Маунтинбайк
1991
3-я на Чемпионате мира по кросс-кантри среди ветеранов: